# Gare de Saint-Lô
Gare de Saint-Lô – stacja kolejowa w Saint-Lô, w departamencie Manche, w regionie Normandia, we Francji.
Została otwarta w 1860 roku przez Compagnie des chemins de fer de l'Ouest. Jest stacją Société nationale des chemins de fer français (SNCF), obsługiwaną przez pociągi Intercités i TER Basse-Normandie.